# 幼児キリストの礼拝 (ロット、ワシントン)
『幼児キリストの礼拝』（おさなごキリストのれいはい、伊: Adorazione del Bambino 、英: Adoration of the Christ Child) は、イタリアの盛期ルネサンス、ヴェネツィア派の画家、ロレンツォ・ロットによる板上の油彩画である。1523年に制作され、右下に「L. Lotus/ 1523」と署名されている。現在、ワシントンのナショナル・ギャラリーに所蔵されている。
X線調査では、左側がロット自身によって描き直されたことが示されている。個人的な祈祷のために制作され、20世紀までにベルガモのモルラーニ伯爵のコレクションにあった。伯爵は絵画をミラノのボノーニに売却し、その後、ミラノでアレッサンドロ・コンティーニ・ボナコッシに購入された。1937年にサミュエル H. クレスは絵画を取得して、ニューヨークに持ち込み、2年後に現在の所蔵先であるワシントンのナショナル・ギャラリーに入った。